# نهى طارق
نهى طارق (مواليد 1 مارس 1999) هي لاعبة كرة قدم نسائية مصرية في مركز الهجوم. شاركت مع منتخب مصر للسيدات في كأس أمم أفريقيا لكرة القدم للسيدات 2016. وعلى مستوى الأندية، تلعب مع نادي وادي دجلة.